# Rejsearrangører i Danmark
Rejsearrangører i Danmark (forkortet RiD) er en landsdækkende interesseorganisation for danske rejsearrangører, hvis hovederhverv er at arrangere og sælge ferierejser med henholdsvis fly og rutefly. Brancheforeningens formål har siden stiftelsen i starten af 1980'erne været at varetage medlemmernes erhvervsmæssige interesser overfor de offentlige myndigheder, nationale og internationale organisationer, medier og andre fælles interessanter i både Danmark og udlandet. Endvidere bistår foreningen medlemmerne med råd og vejledning om lovgivningen og andre forhold på rejseområdet. Medlemmerne af foreningen, hvis sekretariat til den daglige administration er beliggende på Frederiksberg, er forpligtet til at opfylde kendelser afsagt af Pakkerejse-Ankenævnet i tilfælde af at virksomheden ikke når til enighed med kunden om en klage. Ydermere har medlemmerne en forpligtelse til at følge Rejsegarantifondens love og skal opfylde en række kriterier, herunder at man driver ens virksomhed på en seriøs måde og overholder gældende lovgivning og branchekutymer, for at blive medlem. Organisationen har 13 rejsearrangører (pr. december 2008) med medlemmer, som stod for 85% af samtlige charterrejser med fly ud af Danmark (pr. 2007).

## Organisationens historie
Charterbureauernes brancheforening blev stiftet i 1983 af rejsebureauerne Tjæreborg Rejser og Spies Rejser og benyttede tidligere navnet Tour Operators in Denmark. I efteråret 1990 etablerede foreningen sammen den uafhængige forbrugerorganisation Forbrugerrådet og en anden af rejsebranchens organisationer, Danmarks Rejsebureau Forening, et nyt ankenævn under navnet Rejse-Ankenævnet (i dag kendt som Pakkerejse-Ankenævnet), som påbegyndte sit arbejde den 1. januar 1991.
Bestyrelsen i foreningen består på ethvert tidspunkt af mindst tre og højst fem bestyrelsesmedlemmer og hvis formand vælges på skift mellem RIDs tre største medlemmer ved den årlige generalforsamling. Formanden udtaler sig på RIDs vegne om foreningen og om branchens forhold generelt. Medlemmernes stemmeret og dets størrelse baseres på medlemmernes salg af passagerer/rejser (pakkerejser og seat-only) med afrejse ud af Danmark i det foregående regnskabsår.

## Ekstern kilde/henvisning
- Rejsearrangører i Danmarks officielle hjemmeside